# Первомайский район (Новосибирск)
Первомайский райо́н — один из десяти районов города Новосибирска.

## География
Район состоит из нескольких частей, разделённых лесными массивами и железнодорожными путями. Одна из частей района выходит на федеральную трассу М52. Значительную часть района занимает территория частного сектора. Территория района — 69,3 км².

## История
Инской район был образован в составе Новосибирска 20 сентября 1933 года. 29 сентября этого же года название района было изменено на Эйховский в честь советского государственного деятеля Роберта Индрикович Эйхе. После ареста и расстрела Роберта Эйхе в 1938 году район переименовали в Первомайский. Решение об образовании нового района было связано со строительством распределительной железнодорожной станции Инская — одной из крупнейших в СССР.

## Население
| 1989    | 2002    | 2009    | 2010    | 2012    | 2013    | 2014    |
| ------- | ------- | ------- | ------- | ------- | ------- | ------- |
| 70 650  | ↗71 712 | ↗72 047 | ↗74 901 | ↗76 215 | ↗78 977 | ↗81 621 |
| 2015    | 2016    | 2017    | 2018    | 2021    |         |         |
| ↗83 669 | ↗85 579 | ↗87 221 | ↗87 912 | ↗90 291 |         |         |

Население района 5.51 % процентов общего населения города.

## Предприятия
В районе зарегистрировано 1048 предприятий, в том числе 7 крупных и средних промышленных предприятий: Новосибирский хлопчатобумажный комбинат (закрыт в 2005 году), стрелочный и электровозоремонтный заводы. Они производят 9,2 % общегородской продукции (шестое место среди районов города). В районе находится крупный железнодорожный узел — станция Инская (3-й в бывшем СССР, после «Москва-сортировочная» и «Ленинград-сортировочная») с развитой сетью предприятий железнодорожного транспорта.

## Инфраструктура
В сфере образования действуют Электромеханический колледж транспортного строительства, Техникум железнодорожного транспорта; профессиональный лицей; 14 муниципальных школ; 14 детских садов. В районе имеется детский дом, в 7 муниципальных подростковых клубах занимаются около полутора тысяч подростков. В районе работают 12 учреждений культуры, в том числе Дом молодёжи, спортивный комплекс «Первомаец», стадион «Локомотив».
Широко развита сеть лечебно-профилактических учреждений, в состав которой входят 4 муниципальных учреждения (роддом № 7, больница № 19 со стационаром и поликлиникой), 2 ведомственных учреждения (Государственная узловая больница Западно-Сибирской железной дороги и Государственная бассейновая больница). В зелёной зоне района, составляющей 28 км², размещены профилактории, базы отдыха, лыжные базы.
В районе действуют 11 автобусных маршрутов (8,11, 21, 36, 50, 54, 68, 138, 170). В пределах района находятся 2 станции, разъезд и 5 остановочных пунктов железной дороги. Над районом проходит зона захода на посадку самолётов с восточного направления.
На территории района находится Исправительная колония № 3.

## Известные жители
- Владимир Филиппович Городецкий (род. 1948) — российский государственный деятель, губернатор Новосибирской области (2014—2017)[12].
- Пётр Николаевич Рыбкин (1864—1948) — русский радиотехник, жил в обсервационном пункте № 23 на станции Иня с 1942 по 1945 год[13].

## Достопримечательности
В границах железнодорожной станции Инская установлен  первый в СССР памятник служебной собаке. На пьедестале написано: «Антею — верному другу в борьбе за сохранность социалистической собственности в 1968—1980 г.г. С его помощью задержано более 100 преступников и раскрыто 62 преступления». Антей служил со своим проводником И. Литвиновым в военизированной охране МПС СССР. Во время задержаний пёс не раз спасал жизнь своему проводнику. Увековечить память Антея распорядился в апреле 1983 года начальник Западно-Сибирской железной дороги Иван Трубников.